# Sympycnus brevicauda
Sympycnus brevicauda är en tvåvingeart som beskrevs av Van Duzee 1932. Sympycnus brevicauda ingår i släktet Sympycnus och familjen styltflugor. Inga underarter finns listade i Catalogue of Life.